# Lijst van burgemeesters van San Francisco
Dit is een lijst van burgemeesters van San Francisco in de Amerikaanse staat Californië. 
De burgemeester van de City and County of San Francisco staat aan het hoofd van de uitvoerende macht van het stads- en countybestuur. Het is zijn of haar plicht de wetten van de stad te handhaven. De burgemeester is gemachtigd om de moties van de Board of Supervisors, de wetgevende macht in San Francisco, te ondertekenen of te vetoën. De burgemeester wordt verkozen voor een termijn van vier jaar en kan maximaal twee opeenvolgende termijnen dienen.
Sinds Californië als staat toegelaten werd tot de VS, hebben 44 personen als burgemeester van San Francisco gediend. Doordat een van hen, Charles James Brenham, twee niet-opeenvolgende termijnen heeft gediend, is de huidige burgemeester, London Breed, officieel nummer 45. Voordat Californië bij de VS hoorde, werd San Francisco tijdens de Mexicaanse periode bestuurd door een alcalde. 

## Lijst van burgemeesters tijdens de Mexicaanse periode
Alcalde's van de San Francisco de Asís-missie tijdens de Mexicaanse periode
| Nr. | Alcalde                  | Termijn     |
| --- | ------------------------ | ----------- |
| 1   | Francisco De Haro        | 1834 - 1835 |
| 2   | José Joaquin Estudillo   | 1835 - 1836 |
| 3   | Francisco Guerrero       | 1836 - 1837 |
| 4   | Ygnacio Martinez         | 1837 - 1838 |
| 5   | Francisco De Haro        | 1838 - 1839 |
| 6   | Francisco Guerrero       | 1839 - 1842 |
| 7   | José de Jesús Noé        | 1842 - 1843 |
| 8   | Francisco Sanchez        | 1843 - 1844 |
| 9   | William Sturgis Hinckley | 1844 - 1845 |
| 10  | Juan Nepomuceno Padilla  | 1845 - 1845 |
| 11  | José de la Cruz Sánchez  | 1845 - 1846 |
| 12  | José de Jesús Noé        | 1846 - 1846 |

Alcalde's van San Francisco
| Nr. | Alcalde                   | Termijn                             |
| --- | ------------------------- | ----------------------------------- |
| 1   | Washington Allon Bartlett | 22 augustus 1846 - 22 februari 1847 |
| 2   | Edwin Bryant              | 22 februari 1847 - juni 1847        |
| 3   | George Hyde               | juni 1847 - april 1848              |
| 4   | John Townsend             | april 1848 - september 1848         |
| 5   | Thaddeus M. Leavenworth   | oktober 1848 - augustus 1849        |
| 6   | John W. Geary             | augustus 1849 - 1 maart 1850        |

## Lijst van burgemeesters sinds 1850

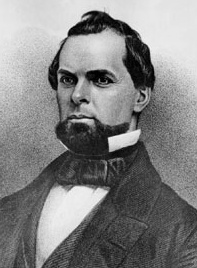
John W. Geary, de laatste alcalde en eerste burgemeester van San Francisco.

| Nr. | Burgemeester                 | Termijn                            | Partij       |
| --- | ---------------------------- | ---------------------------------- | ------------ |
| 1   | John W. Geary                | 1 mei 1850 - 4 mei 1851            | Partijloos   |
| 2   | Charles James Brenham        | 5 mei 1851 - 31 december 1851      | Whig         |
| 3   | Stephen Randall Harris       | 1 januari 1852 - 9 november 1852   | Democraat    |
| 4   | Charles James Brenham        | 10 november 1852 - 2 oktober 1853  | Whig         |
| 5   | Cornelius Kingsland Garrison | 3 oktober 1853 - 1 oktober 1854    | Whig         |
| 6   | Stephen Palfrey Webb         | 2 oktober 1854 - 30 juni 1855      | Know Nothing |
| 7   | James Van Ness               | 1 juli 1855 - 7 juli 1856          | Democraat    |
| 8   | George J. Whelan             | 8 juli 1856 - 14 november 1856     | American     |
| 9   | Ephraim Willard Burr         | 15 november 1856 - 2 oktober 1859  | American     |
| 10  | Henry F. Teschemacher        | 3 oktober 1859 - 30 juni 1863      | Vigilance    |
| 11  | Henry Perrin Coon            | 1 juli 1863 - 1 december 1867      | Vigilance    |
| 12  | Frank McCoppin               | 2 december 1867 - 5 december 1869  | Democraat    |
| 13  | Thomas Henry Selby           | 6 december 1869 - 3 december 1871  | Republikein  |
| 14  | William Alvord               | 4 december 1871 - 30 november 1873 | Republikein  |
| 15  | James Otis                   | 1 december 1873 - 30 oktober 1875  | Populist     |
| 16  | George Hewston               | 4 november 1875 - 5 december 1875  | Democraat    |
| 17  | Andrew Jackson Bryant        | 6 december 1875 - 30 november 1879 | Populist     |
| 18  | Isaac Smith Kalloch          | 1 december 1879 - 4 december 1881  | Democraat    |
| 19  | Maurice Carey Blake          | 5 december 1881 - 7 januari 1883   | Republikein  |
| 20  | Washington Bartlett          | 8 januari 1883 - 2 januari 1887    | Democraat    |
| 21  | Edward B. Pond               | 3 januari 1887 - 4 januari 1891    | Democraat    |
| 22  | George Henry Sanderson       | 5 januari 1891 - 3 januari 1893    | Republikein  |
| 23  | Levi Richard Ellert          | 3 januari 1893 - 6 januari 1895    | Republikein  |
| 24  | Adolph Sutro                 | 7 januari 1895 - 3 januari 1897    | Populist     |
| 25  | James D. Phelan              | 4 januari 1897 - 7 januari 1902    | Democraat    |
| 26  | Eugene Schmitz               | 8 januari 1902 - 8 juli 1907       | Union Labor  |
| 27  | Charles Boxton               | 9 juli 1907 - 16 juli 1907         | Union Labor  |
| 28  | Edward Robeson Taylor        | 18 juli 1907 - 7 januari 1910      | Democraat    |
| 29  | P. H. McCarthy               | 8 januari 1910 - 7 januari 1912    | Union Labor  |
| 30  | James Rolph                  | 8 januari 1912 - 6 januari 1931    | Republikein  |
| 31  | Angelo Joseph Rossi          | 7 januari 1931 - 7 januari 1944    | Republikein  |
| 32  | Roger Lapham                 | 8 januari 1944 - 7 januari 1948    | Republikein  |
| 33  | Elmer Robinson               | 8 januari 1948 - 7 januari 1956    | Republikein  |
| 34  | George Christopher           | 8 januari 1956 - 7 januari 1964    | Republikein  |
| 35  | John Shelley                 | 8 januari 1964 - 7 januari 1968    | Democraat    |
| 36  | Joseph Alioto                | 8 januari 1968 - 7 januari 1976    | Democraat    |

## Burgemeesters van San Francisco (1976–heden)
| Nr.   | Burgemeester van San Francisco Mayor of San Francisco | Burgemeester van San Francisco Mayor of San Francisco | Burgemeester van San Francisco Mayor of San Francisco | Ambtstermijn     | Ambtstermijn     | Partij(en) | Verkiezing(en) |
| ----- | ----------------------------------------------------- | ----------------------------------------------------- | ----------------------------------------------------- | ---------------- | ---------------- | ---------- | -------------- |
| 37    |                                                       | George Moscone                                        | George Moscone (1929–1978)                            | 8 januari 1976   | 27 november 1978 | D          | 1975           |
| [ 2 ] |                                                       | Dianne Feinstein                                      | Dianne Feinstein (1933–2023)                          | 27 november 1978 | 4 december 1978  | D          | 1975           |
| 38    | 4 december 1978                                       | Dianne Feinstein                                      | Dianne Feinstein (1933–2023)                          | 8 januari 1988   |                  | D          | 1975           |
| 38    | 4 december 1978                                       | Dianne Feinstein                                      | Dianne Feinstein (1933–2023)                          | 8 januari 1988   | 1979             | D          |                |
| 38    | 4 december 1978                                       | Dianne Feinstein                                      | Dianne Feinstein (1933–2023)                          | 8 januari 1988   | 1983 (1)         | D          |                |
| 38    | 4 december 1978                                       | Dianne Feinstein                                      | Dianne Feinstein (1933–2023)                          | 8 januari 1988   | 1983 (2)         | D          |                |
| 39    |                                                       | Art Agnos                                             | Art Agnos (1938)                                      | 8 januari 1988   | 8 januari 1992   | D          | 1987           |
| 40    |                                                       | Frank Jordan                                          | Frank Jordan (1935)                                   | 8 januari 1992   | 8 januari 1996   | D          | 1991           |
| 41    |                                                       | Willie Brown                                          | Willie Brown (1934)                                   | 8 januari 1996   | 8 januari 2004   | D          | 1995           |
| 41    | 1999                                                  | Willie Brown                                          | Willie Brown (1934)                                   | 8 januari 1996   | 8 januari 2004   | D          |                |
| 42    |                                                       | Gavin Newsom                                          | Gavin Newsom (1967)                                   | 8 januari 2004   | 10 januari 2011  | D          | 2003           |
| 42    | 2007                                                  | Gavin Newsom                                          | Gavin Newsom (1967)                                   | 8 januari 2004   | 10 januari 2011  | D          |                |
| 43    |                                                       | Ed Lee                                                | Ed Lee (1952–2017)                                    | 10 januari 2011  | 17 december 2017 | D          |                |
| 43    | 2011                                                  | Ed Lee                                                | Ed Lee (1952–2017)                                    | 10 januari 2011  | 17 december 2017 | D          |                |
| 43    | 2015                                                  | Ed Lee                                                | Ed Lee (1952–2017)                                    | 10 januari 2011  | 17 december 2017 | D          |                |
| [ 2 ] |                                                       | London Breed                                          | London Breed (1974)                                   | 17 december 2017 | 22 januari 2018  | D          |                |
| 44    |                                                       | Mark Farrell                                          | Mark Farrell (1974)                                   | 22 januari 2018  | 10 juli 2018     | D          |                |
| 45    |                                                       | London Breed                                          | London Breed (1974)                                   | 10 juli 2018     | 8 januari 2025   | D          | 2018           |
| 45    | 2019                                                  | London Breed                                          | London Breed (1974)                                   | 10 juli 2018     | 8 januari 2025   | D          |                |
| 46    |                                                       | Daniel Lurie                                          | Daniel Lurie (1977)                                   | 8 januari 2025   | heden            | D          | 2024           |